# Чарльз Такій
Чарльз Квам Такі́й (англ. Charles Kwame Takyi; нар. 12 листопада 1984 року, Аккра, Гана) — ганський футболіст. Півзахисник збірної Гани з футболу та німецького «Санкт-Паулі». Має подвійне громадянство: ганське та німецьке. У минулому виступав за юнацькі збірні Німеччини.